# Malgassoclanis
Malgassoclanis é um gênero de mariposa pertencente à família Bombycidae.